# Фокс-Лейк (містечко, Вісконсин)
Фокс-Лейк (англ. Fox Lake) — місто (англ. town) в США, в окрузі Додж штату Вісконсин. Населення — 2588 осіб (2020).

## Демографія
Згідно з переписом 2010 року, у місті мешкало 2465 осіб у 503 домогосподарствах у складі 360 родин. Було 902 помешкання
Расовий склад населення:
| - 74,4 % — білих - 23,6 % — чорних або афроамериканців - 1,5 % — корінних американців - 0,3 % — вихідців з тихоокеанських островів - 0,1 % — азіатів |

До двох чи більше рас належало 0,1 %. Частка іспаномовних становила 1,0 % від усіх жителів.
За віковим діапазоном населення розподілялося таким чином: 6,3 % — особи молодші 18 років, 82,0 % — особи у віці 18—64 років, 11,7 % — особи у віці 65 років та старші. Медіана віку мешканця становила 40,4 року. На 100 осіб жіночої статі у місті припадало 366,0 чоловіків;  на 100 жінок у віці від 18 років та старших — 396,6 чоловіків також старших 18 років.
Середній дохід на одне домашнє господарство  становив 80 305 доларів США (медіана — 56 518), а середній дохід на одну сім'ю — 91 427 доларів (медіана — 69 063). Медіана доходів становила 46 063 долари для чоловіків та 36 146 доларів для жінок. За межею бідності перебувало 4,4 % осіб, у тому числі 3,2 % дітей у віці до 18 років та 2,9 % осіб у віці 65 років та старших.
Цивільне працевлаштоване населення становило 605 осіб. Основні галузі зайнятості: освіта, охорона здоров'я та соціальна допомога — 19,7 %, виробництво — 18,2 %, будівництво — 14,2 %.